# Delta Delphini
Delta Delphini (δ Delphini, förkortat Delta Del, δ Del)  är en dubbelstjärna belägen i den mellersta delen av stjärnbilden Delfinen. Den har en kombinerad skenbar magnitud på 4,43, är synlig för blotta ögat där ljusföroreningar ej förekommer. Baserat på parallaxmätning inom Hipparcosuppdraget på ca 14,6 mas, beräknas den befinna sig på ett avstånd på ca 223 ljusår (ca 68 parsek) från solen.

## Egenskaper
Primärstjärnan Delta Delphini A är en gul till vit stjärna med en beräknad massa som är omkring 50 procent större än solens massa, en radie som är ca 3,9 gånger större än solens och utsänder från dess fotosfär ca 60 gånger mera energi än solen vid en effektiv temperatur av ca 7 200 K.
Delta Delphini är ett dubbelsidig spektroskopisk dubbelstjärna med en omloppsperiod på 40,58 dygn. De två stjärnorna är nästan identiska kemiskt ovanliga stjärnor, som har en kombinerad spektralklass av kA7hF0mF0 (IV-V). Denna notering anger att kalcium K-linjen i dess spektrum matchar en stjärna av spektraltyp A7, samt vätelinjerna och metallinjerna en stjärna av spektraltyp F0. Var och en av stjärnorna är en Delta Scuti-variabel och har en dominant period på 0,1568 dygn och en amplitud på 0,0700 magnituder. Delta Delphini utgör prototypen för en klass av metallfodrade Delta Scuti-variabler av underjätte- eller jättestjärnor.